# Övre Råggärdet
Övre Råggärdet är en sjö i Nyköpings kommun i Södermanland och ingår i Svärtaåns huvudavrinningsområde. Sjöns area är 0,013 kvadratkilometer och den befinner sig 35 meter över havet.